# Stojčo Mladenov
Stojčo Dimitrov Mladenov (in bulgaro Стойчо Димитров Младенов?; Černokonevo, 12 aprile 1957) è un allenatore di calcio ed ex calciatore bulgaro, di ruolo attaccante.

## Carriera

### Club
Ha giocato con Beroe, CSKA Sofia, Belenenses e Vitória.

### Nazionale
Ha rappresentato la Nazionale bulgara, con la quale ha preso parte ai mondiali del 1986.

### Allenatore
Dal 2009 al 2011 è stato allenatore dell'ENPPI Club, squadra egiziana.

## Palmarès

### Giocatore

#### Club
- Campionato bulgaro: 4

CSKA Sofia: 1979-1980, 1980-1981, 1981-1982, 1982-1983
- Coppa di Bulgaria: 2

CSKA Sofia: 1982-1983, 1984-1985
- Coppa di Portogallo: 1

Belenenses: 1988-1989

#### Individuale
- Capocannoniere del campionato bulgaro: 1

1977-1978 (21 reti)
- Calciatore bulgaro dell'anno: 1

1983

### Allenatore
- Campionato bulgaro: 2

CSKA Sofia: 2002-2003, 2007-2008
- Coppa del Kazakistan: 1

Qaýsar: 2019